# Marius Curtuiuș
Marius Aurelian Curtuiuș (sinh ngày 8 tháng 8 năm 1989 ở Bistrița) là một cầu thủ bóng đá người România thi đấu ở Liga II cho UTA Arad.